# Neomochtherus genitalis
Neomochtherus genitalis är en tvåvingeart som beskrevs av Parui, Kaur och Kapoor 1999. Neomochtherus genitalis ingår i släktet Neomochtherus och familjen rovflugor. Inga underarter finns listade i Catalogue of Life.